# Armand Corre
Armand Marie Corre (Laval, 4 septembre 1841 - Brest, 30 mai 1908) était un médecin de marine et sociologue français[réf. nécessaire]. Il a rédigé de très nombreux livres et articles de médecine et d'histoire en rapport souvent avec la Marine et les colonies mais aussi avec la Bretagne.

## Biographie
Ses parents paternels sont originaires de Saint-Jean-du-Doigt (Finistère). Il est sorti chirurgien de 3e classe de l’École de Médecine de la Marine à Brest. Il sert en Outre-mer de 1861 à 1887 : en Martinique (1861-1862), au Mexique (1862), à nouveau en Martinique (1862-1864), à nouveau au Mexique (1865-1866), à Pondichéry d'où il transporte des coolies en Martinique (1868), au Sénégal ( (1874-1876), à Madagascar (1878-1879, son séjour se termine mal, il est mis aux fers et ramené en France pour avoir défendu les populations locales contre le Gouverneur, c'est finalement le Gouverneur qui sera sanctionné), à Saïgon et au Cambodge (1879-1880) et enfin en Guadeloupe (en 1885-1887). En alternance avec des affectations en métropole. Il a été fait chevalier dans l'ordre de la Légion d'honneur dès 1862 (à 21 ans, pour sa conduite au Mexique).
Reçu docteur en médecine à Paris en 1869, il a démissionné de la marine pour s'établir comme médecin civil à Brest, puis à Bois-Colombes de 1871 à 1874. Pendant la guerre de 1870-71, il s'est réengagé dans l'armée comme médecin-major d'un régiment de ligne.
Professeur agrégé à l’École de Médecine de la Marine à Brest à partir de 1881, il prend sa retraite en 1888 après un dernier séjour ultra-marin en Guadeloupe, en 1883-1885. Il n'est plus dès lors tenu à aucune obligation de réserve, d'où des livres et articles engagés, anti-militaristes et anti-coloniaux quelquefois. Il devient archiviste de la ville de Brest de 1894 à 1896 et vice-président de la Société archéologique du Finistère, dont il démissionne avec fracas en 1900. C'était une forte personnalité.
Il a publié, outre des livres, d'innombrables articles dans les journaux et revues les plus divers, de L'Intermédiaire des chercheurs et curieux aux revues les plus spécialisées. Il a lui-même déposé ses manuscrits, de crainte qu'ils ne soient détruits après sa mort, en divers lieux, aux Archives départementales du Finistère, à la Bibliothèque nationale à Paris, à l'Institut Pasteur à Paris, à la Bibliothèque municipale de Nantes, à celle de Lyon (fonds Lacassagne), à la bibliothèque des médecins de la marine à Brest. Il a dirigé la thèse d'Albert Calmette. Pour Claude Thiébaut, le docteur Corre était indiscutablement raciste, même si le mot n’apparaîtra qu'en 1930, comme on l'était de son temps dans les milieux les plus divers, y compris les savants et les Républicains.

## Publications

### Médecine et Chirurgie.
- Notes médicales recueillies à la Vera-Cruz, Mexique, 1862-1865-1866 (thèse de doctorat) — Faculté de Médecine de Paris, no 73, 1869, impr. A. Parent, 62 p.
- « Des lésions observées dans la fièvre jaune », Gazette des hôpitaux civils et militaires,‎ 24 avril 1869, p. 181-182.
- « De l'influence de la race dans les maladies infectieuses », Gazette hebdomadaire de Médecine et de Chirurgie, t. V, nos 37 et 38,‎ 10 et 17 septembre 1869, p. 580b-583c et 509-b-600a.
- La Pratique de la chirurgie d'urgence (31 fig), Paris, J -B. Baillière, 1872, VIII-216 p., in-18 — Traduit en espagnol en 1875, Pratica de la cirurjia de urgencia, Bailly-Baillière éditeurs, Madrid.
- « Ostéo-périostite chez l'enfant. Hypérémie thyroïdienne chez l'enfant », Journal de Médecine et de Chirurgie pratique,‎ 1873.
- [1877] « Contribution à l'étude de la maladie du sommeil », Gazette médicale de Paris, 4e série, t. 5,‎ novembre et décembre 1876, p. 545-546 et 563 (lire en ligne).
- « Coup d'œil sur la matière médicale du Rio-Nunez », La Pharmacie de Lyon, Journal scientifique professionnel, Lyon, 2e année, nos 25 et 26,‎ 10 et 25 mars 1876, p. 193a-195a et 201a-202b.
- [1877] « Recherches sur la maladie du sommeil : Contribution à l'étude de la scrofule dans la race noire », Archives de médecine navale, t. 27,‎ avril et mai 1877, p. 292-312 et 330-356 (lire en ligne [sur archive.org]).
- [1878] « Démonstration spectroscopique de la présence du sang dans les urines de la fièvre bilieuse hématurique ou mélanurique », Archives de médecine navale, t. 29,‎ 1878, p. 393 (lire en ligne [sur archive.org]).
- 1878. « Observation d'aïnhum à Nossi Bé », Archives de Médecine navale.

- [1878] « Un mot sur l'herpès parasitaire des pays chauds », Archives de médecine navale, t. 30,‎ 1878, p. 408-410 (lire en ligne [sur archive.org]).
- [1878] « Albinisme sur deux frères jumeaux de race malgache », Archives de médecine navale, t. 30,‎ 1878, p. 410-411 (lire en ligne [sur archive.org]).
- [1881] « De l'hémoglobinurie paroxystique et de la fièvre dite bilieuse hématurique des pays chauds », Archives de médecine navale, t. 35,‎ mars 1881, p. 161-181 (lire en ligne [sur archive.org]).
- [1881] « Considérations générales sur l'étiologie de l'état typhoïde et des maladies typhiques », Archives de médecine navale, t. 36,‎ 1881, p. 175-216 (lire en ligne [sur archive.org]).
- [1881] « La théorie parasitaire de la fièvre intermittente » (revue critique de la publication par le Dr Laveran), Archives de médecine navale, t. 36,‎ 1881, p. 59-75 (lire en ligne [sur archive.org]).
- [1881] « De l'étiologie et de la prophylaxie du typhus amaril (fièvre jaune) », Archives de médecine navale, t. 37,‎ janvier, février et mars 1882, p. 5-26, 81-140 et 213-230 (lire en ligne [sur archive.org]).
- [1883] « Sur une nouvelle théorie pathogénique de la fièvre jaune » (revue critique des publications par Ch. Finlay), Archives de médecine navale, t. 39,‎ janvier 1883, p. 67-70 (lire en ligne [sur archive.org]).
- Traité des fièvres bilieuses et typhiques des pays chauds, Paris, Doin, 1883, 567 p., in-8.
- [1883] « La maladie de Balingall (pied du Madura), d'après des notes inédites du Dr Collas », Archives de médecine navale, t. 39,‎ 1883, p. 81-137 et 204-224 (lire en ligne [sur archive.org]).
- 1883. « Du traitement des maladies exotiques dans les climats tempérés : diarrhée et dysenterie chroniques », Congrès d'Amsterdam.
- [1883] « Leçons sur la syphilis cérébrale » (compte-rendu du livre du Dr E. Lancereaux), Archives de médecine navale, t. 40,‎ 1883, p. 151-155 (lire en ligne [sur archive.org]).
- [1883] « Hygiène des Européens dans les pays intertropicaux » (compte-rendu du livre du Dr Maurice Neilly), Archives de médecine navale, t. 40,‎ 1883, p. 460-462 (lire en ligne [sur archive.org]).
- [1884] « Compte rendu de diverses études sur la contagion de la fièvre jaune publiées par le Docteur Domingos Freire », Archives de médecine navale, t. 41,‎ mars 1884, p. 263-264.
- Manuel d'accouchement et de pathologie puerpérale — Paris, Doin, 1885, in-8°, ii-648 p., 4 pl.
- Traité clinique des maladies des pays chauds — Paris, Doin, 1887, grand in-8°, ii-862 p.
- Sur les ruptures de la rate — (Archives de l'Anthropologie criminelle, Lyon, 1890
- Contribution à l'étude des phénomènes de la putréfaction chez les noyés — (Archives de l'Anthropologie criminelle, Lyon, 1892).

### Histoire naturelle appliquée
- [1865] « Notes pour servir à l'histoire des poissons vénéneux », Archives de médecine navale, t. 3,‎ février 1865, p. 136-147 (lire en ligne [sur archive.org]).
- De l'analogie des symptômes et des lésions dans l'intoxication consécutive aux piqûres de serpents et à l'ingestion des poissons vénéneux — (Journal de physiologie de Vulpian 1872).
- Note sur l'helminthe de l'hématurie chyleuse — (Revue des sciences mutuelles de Montpellier, 1872).
- Note sur le Doundaké, le Téli et le Méli — (Journal de Thérapie de Gubler, mars 1876). Tirage à part, Paris, Dupont, 1876, in-8°, 8 p.
- La matière médicale des noirs au Sénégal, études sur les gommes et les produits les plus remarquables du Sénégal — (Moniteur du Sénégal, Saint-Louis, 6, 13 et 20 juin, 4 et 8 juillet, 1er , 15 et 22 août 1876).
- Note sur les gommes du Sénégal — (Journal de Pharmacie et de Chimie, Paris, 4e série, tome XXIV, octobre 1876, p. 318-322).
- [1876] « Esquisse de la flore et de la faune médicales et économiques du Rio-Nuñez », Archives de médecine navale, t. 26,‎ 1876, p. 14-40 (lire en ligne [sur archive.org]).
- De la fréquence du tœnia inerme au Sénégal, et sur un nouveau mode d'administration du Kousso — (Bulletin général de Thérapie, février 1877).
- [1881] « Nouvelle note relative aux poissons vénéneux », Archives de médecine navale, t. 35,‎ janvier 1881, p. 63-67 (lire en ligne [sur archive.org]).
- [Corre & 1882] Armand Corre et Eugène Lejanne, Résumé de la matière médicale et toxicologique coloniale, Paris, Doin, 1887, 30 fig. + 184 (lire en ligne [sur books.google.fr]).

### Anthropologie et Ethnographie
- [1881] « Sur les instruments de l'Age de pierre au Cambodge », Bulletins et Mémoires de la Société d'Anthropologie de Paris, t. 3,‎ 1880, p. 532-534 (lire en ligne [sur persee]).
- [1882] La Mère et l'enfant dans les races humaines, Paris, Doin, 1882, 275 p. (lire en ligne [sur books.google.fr]).
- [1882] « De l'acclimatement dans la race noire africaine », Revue d'Anthropologie, t. 5,‎ janvier 1882, p. 65-97 (lire en ligne [sur gallica]).
- Les peuples de Rio-Nunez (côte occidentale d'Afrique) — (Mémoires de la Société d'Anthropologie de Paris, 2e série, tome III, janvier-février 1894, p. 42-73).
- Les Sérères de Joal et de Portudal (côte occidentale d'Afrique), esquisse ethnographique (Revue d'Ethnologie, tome II, janvier-février 1883, p. 1-20). Réédité à partir du manuscrit par Gabriel Debien dans le Bulletin de l'Institut français d'Afrique noire, Dakar, no 3-4, p. 2-71.
- Les Annamites, les fumeurs d'opium, etc. — (Science et nature, 1884).

### Criminologie
- Étude d'une série de têtes de criminels conservées au Musée d'Anatomie de l’École de Médecine de Brest — (Bulletin de la Société d'Anthropologie de Paris, 2e série, tome VI, 1883, p. 70-89).
- Les Criminels, caractères physiques et psychologiques, Bibliothèque des actualités médicales et scientifiques — Paris, Doin, 1889, in-8°, xv-420 p.
- Le Crime en pays créoles, Bibliothèque de l'avocat et du magistrat — Lyon, Storck, et Paris, Masson, 1889, in-18, ii-314 p.
- Le délit et le suicide à Brest - (Archives de l'Anthropologie criminelle, mai et juillet 1890).
- Crime et suicide, étiologie générale, facteurs individuels, sociologiques et cosmiques — Paris, Doin, 1891, in-18, vi-654 p.
- Aperçu général de la criminalité militaire en France, Lyon : A. Storck, 1891, 34 p., in-8, Bibliothèque d'Anthropologie criminelle et des sciences pénales.
- Notes et réflexions sur la justice criminelle en France, à propos de l'affaire Anastay — Paris, 1893, in-8°.
- Ethnographie criminelle d'après les observations et les statistiques judiciaires recueillies dans les colonies françaises, Bibliothèque des sciences contemporaines, Paris, C. Reinwald, 1894, in-16, ix-521 p. Réédition en 1913 chez Schleicher à Paris.
- Préface de La contagion du meurtre du Dr Paul Aubry — Paris, Alcan, 1894, in-8°.
- Documents de criminologie rétrospective (Bretagne, XVIIe et XVIIIe siècles), en collaboration avec le Dr Paul Aubry (de Saint-Brieuc) — Lyon, Storck, et Masson, Paris, 1895, gr. in-8°., vii-580  p.[5]
- À propos de la peine de mort et du livre du Professeur Lacassagne Peine de mort et criminalité — (Archives de l'Anthropologie criminelle et de médecine légale, tome XXIII, no 171, 15 mars 1908, p. 230-241. [Sa dernière publication, A. Corre décède le 30 mai suivant]

### Étude historiques diverses
- La médecine populaire au Mexique : le trésor de médecine de Grégoire Lopez — (Gazette hebdomadaire de Médecine et de Chirurgie, 1869).
- Idiomes du Rio-Nunez (côte occidentale d'Afrique) — (Revue de linguistique, tome X, juillet 1877, p. 75-97).
- Rapports sur des gisements d'objets de l'âge de la pierre polie au Cambodge, 2 mémoires, Excursions et Reconnaissances — Saigon, 1880, in-8°.
- Le meurtre et le cannibalisme rituels — (Société nouvelle, 1893).
- Armand Corre, Nos Créoles, vol. 1, Paris, Savine, 1890, 292 p. (lire en ligne) ; Texte en ligne sur Manioc.org ; réédition Nos Créoles, vol. 1, Paris, Stock, 1902, 292 p. (lire en ligne)
- Documents sur l'époque-révolutionnaire. Une actrice de province directrice de théâtre, madame Dorbigny (1776-1791) — (Revue rétrospective, 1893, in-16, 34 p.
- Comment on fonde une colonie. Colonisateurs et civilisateurs en Afrique — (Société nouvelle, Paris et Bruxelles, 9e année, tome II, no 104, août 1893, p. 137-154).
- Le merveilleux et la suggestion dans l'histoire : les miracles de saint Vincent Ferrier (avec L. Laurent) — (Revue scientifique (Revue rose), tome LII, no 12, 15 septembre 1893, p. 367b-370a).
- Militarisme (autour du livre La Psychologie du militaire professionnel de A. Hamon) — (ibid., no 108, décembre 1893, p. 716-738).
- Comment se fondent les colonies — (Société nouvelle, 10e année, no 11, tome I, mars 1894, p. 347-360).
- Origine du mot "ananas" — (Intermédiaire des chercheurs et des curieux, no 673, 30 novembre 1894).
- Ouvrages sur la noblesse des colonies — (ibid., no 691, 30 mai 1895, colonne 575).
- Études publiées dans la Révolution française d'Aulard : A. — Le procès de Louis XVI et la Révolution du 30 mai, d'après la correspondance de Blad — décembre 1895. B. — La révolution à l'Île-de-France, tome XXXI, octobre 1896, p. 347-374. C — Autour du 10 août et des journées de septembre 1792, d'après des correspondances particulières des fédérés brestois — novembre 1897.
- Une page d'histoire coloniale. Les papiers du général A. N. De la Salle (Saint-Domingue, 1792-1793) — Quimper, Cotonnec et Leprince, 1897, in-8, 250 p. (tiré à 50 exemplaires et non mis dans le commerce).
- L'ancien corps de la marine, son origine et son évolution, son esprit, Paris : H. Charles-Lavauzelle, 1900, In-8° , 614 p.

### Études historiques - Bretagne
- Les procédures criminelles en Basse-Bretagne, aux 17e et 18e siècles — (Bulletin de la Société archéologique du Finistère, 1892, p. 216 à 277) et tirage à part, s.l.n.d. (1893), in-8°, 63 p.
- À propos des sculptures des monuments mégalithiques — (Bulletin de la Société archéologique du Finistère, 1893, 12 p.).
- Les Chirurgiens d'amirauté, Quimper : impr. de C. Cotonnec, 1896, In-8° , 32 p. , Extrait du Bulletin de la Société archéologique du Finistère.
- Les Anciennes corporations brestoises. Les chirurgiens et les apothicaires, Quimper : impr. de C. Cotonnec, 1897, In-8, 47 p. , Extrait du Bulletin de la Société archéologique du Finistère.
- Les Anciennes corporations brestoises. Les charpentiers et les calfats de marine, la confrérie de Saint-Elme, Quimper : impr. de Leprince, (s. d.), In-8, 30 p. Extrait du Bulletin de la Société archéologique du Finistère, 1898.
- Les Anciennes corporations brestoises. Les maçons, les charpentiers et les couvreurs, (s.l.n.d.), In-8, 15 p.
- Les Anciennes corporations brestoises. Les orfèvres (s.l.n.d.), In-8, 43 p.
- Les Anciennes corporations brestoises. Les perruquiers, barbiers, baigneurs, étuvistes (s.l.n.d.), In-8, 51  p.[6]
- Un corsaire brestois sous Louis XV [Pierre-François Melissan, sieur de Beauregard] — ibid. 1895, p. 334 à 368 — Tirage à part, ibid., in-8, 35 p.
- Menus documents pour servir à l'histoire de la vie brestoise au XVIIIe siècle : A. — Les milices bourgeoises — ibid""., 1894, p. 345 à 355. = Tirage à part, ibid., in-8°, 12 p. B. — Règlement de police de 1754 — ibid., 1894, p. 90 à 94 - Tirage à part, ibid., in-8°, 16 p.
- L'instruction publique et les écoles à Brest avant 1789, ibid., 1895, p. 149 à 185. - Tirage à part, ibid., 38 p. - et 1896, p. 121 à 125.
- Brest en 1814, (s.l.n.d.), In-16, paginé 25-48, Extrait de l'Annuaire de Brest.
- Les auditoires et les prisons en Bretagne au siècle dernier dans la Revue de Bretagne, de Vendée et d'Anjou, 1895, I, p. 47 à 57.
- Les comptes de M. de Balleroy (1776-1790) — ibid., 1895, II, p. 411 à 427.
- Les premières courses de Duguay-Trouin — ibid., 1896, II, p. 81 à 120.
- Armateurs et marins bretons d'autrefois : un voyage au long cours au commencement du XVIIIe siècle, de Brest aux îles françaises d'Amérique, Vannes : impr. de Lafolye, 1897, 20 p., in-8.
- Armateurs et marins bretons d'autrefois. Un voyage au long cours au commencement du XVIIIe siècle (de Brest aux îles françaises d'Amérique) — (Revue de Bretagne, de Vendée et d'Anjou, tome XVII, janvier 1897, p. 10-27).
- Lettres inédites de Th. M. Laennec — (Annales de Bretagne, 1896).
- Mœurs judiciaires et criminelles de la Bretagne aux XVIe et XVIIe siècles — L'Hermine, avril 1894, p. 281 à 288.